# Região Geográfica Imediata de Ilhéus-Itabuna
A Região Geográfica Imediata de Ilhéus-Itabuna é uma das 34 regiões imediatas do estado brasileiro da Bahia, uma das 4 regiões imediatas que compõem a Região Geográfica Intermediária de Ilhéus-Itabuna e uma das 509 regiões imediatas no Brasil, criadas pelo IBGE em 2017. É composta de 22 municípios.

## Municípios
| Município             | População Estimativa 2018 | Produto Interno Bruto (2015) | PIB per Capita (2015) | Área (km²)    |
| --------------------- | ------------------------- | ---------------------------- | --------------------- | ------------- |
| Almadina              | 5 566                     | R$ 57 990                    | R$ 9,436              | 245,24        |
| Aurelino Leal         | 11 774                    | R$ 106 719                   | R$ 8,153              | 445,39        |
| Barro Preto           | 5 743                     | R$ 54 925                    | R$ 8,506              | 201,59        |
| Buerarema             | 18 391                    | R$ 216 098                   | R$ 11,206             | 219,49        |
| Coaraci               | 17 458                    | R$ 152 057                   | R$ 7,691              | 274,50        |
| Firmino Alves         | 5 604                     | R$ 43 639                    | R$ 7,542              | 172,35        |
| Floresta Azul         | 10 686                    | R$ 81 250                    | R$ 7,182              | 321,01        |
| Ibicaraí              | 22 014                    | R$ 176 544                   | R$ 7,347              | 230,95        |
| Ibicuí                | 16 162                    | R$ 165 904                   | R$ 9,936              | 1 139,38      |
| Ibirapitanga          | 23 343                    | R$ 175 831                   | R$ 7,271              | 472,69        |
| Ilhéus                | 164 844                   | R$ 3 639 669                 | R$ 20,196             | 1 584,69      |
| Itabuna               | 212 740                   | R$ 3 840 425                 | R$ 17,481             | 401,03        |
| Itacaré               | 27 891                    | R$ 262 577                   | R$ 9,507              | 726,17        |
| Itaju do Colônia      | 6 770                     | R$ 69 086                    | R$ 9,395              | 1 225,29      |
| Itajuípe              | 20 587                    | R$ 258 740                   | R$ 11,893             | 270,75        |
| Itapé                 | 9 008                     | R$ 83 499                    | R$ 8,163              | 453,14        |
| Itapitanga            | 10 328                    | R$ 75 151                    | R$ 6,958              | 420,66        |
| Maraú                 | 20 518                    | R$ 208 133                   | R$ 9,829              | 848,38        |
| Santa Cruz da Vitória | 6 354                     | R$ 51 243                    | R$ 7,591              | 284,08        |
| São José da Vitória   | 5 710                     | R$ 44 870                    | R$ 7,334              | 127,93        |
| Ubaitaba              | 19 275                    | R$ 214 352                   | R$ 10,298             | 181,10        |
| Uruçuca               | 20 630                    | R$ 189 467                   | R$ 8,671              | 510,03        |
| Total                 | 661 396                   | R$ 10 168 169                | R$ 14,497             | 10 755,84 Km² |